# Universität Stettin
Die Universität Stettin (polnisch Uniwersytet Szczeciński; lat.: Universitas Stetiniensis) ist die größte Hochschule in der polnischen Stadt Stettin (Szczecin). Obwohl die Universität Stettin erst im Jahre 1984 gegründet wurde, ist sie mit 32.000 Studenten eine der größten Hochschulen des Landes.
Die Universität bietet innerhalb von neun Fakultäten insgesamt 26 Studien-Fachrichtungen im Direkt-, Abend- und Wochenendstudium an. Rektor der Universität ist Waldemar Tarczyński.

## Fakultäten
- Fakultät für Geistes- und Sozialwissenschaften
- Fakultät für Recht und Verwaltung
- Fakultät für Naturwissenschaften
- Fakultät für Mathematik und Physik
- Fakultät für Theologie
- Fakultät für Volks- und Betriebswirtschaftslehre
- Fakultät für Verwaltung und Ökonomie von Dienstleistungen
- Fakultät für Verwaltung in Jarocin
- Fakultät für Philologie

## Weitere Universitäten in Stettin
- Westpommersche Technische Universität Stettin
- Pommersche Medizinische Universität Stettin

## Galerie

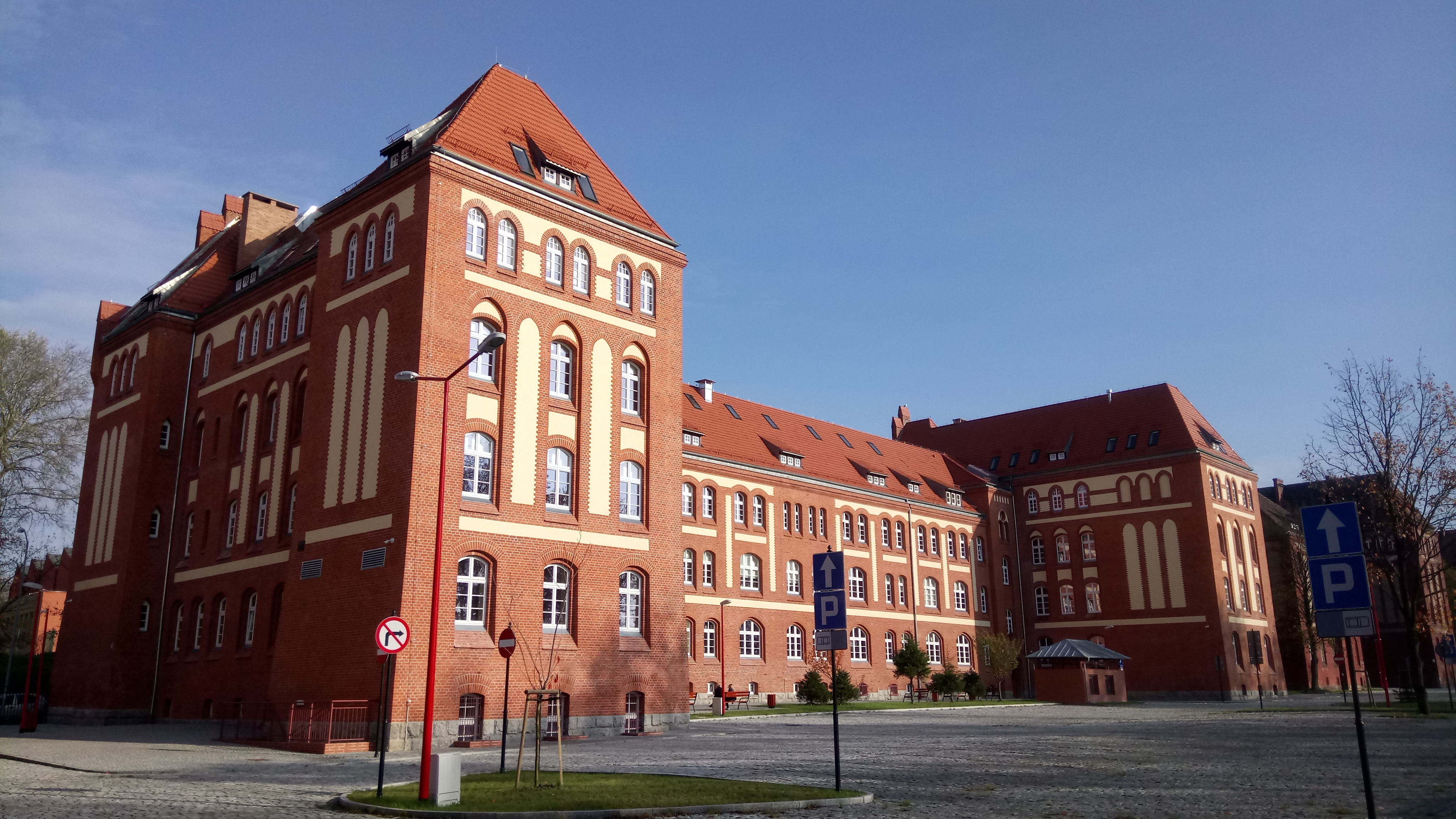
Gebäude der Fakultät für Philologie
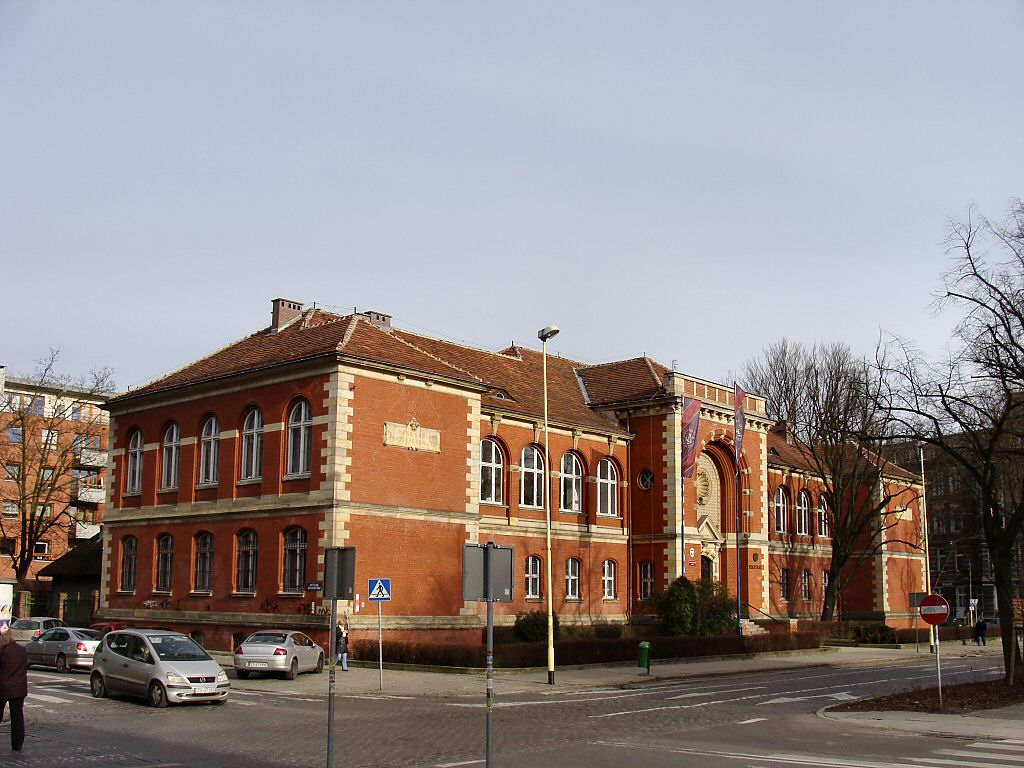
Gebäude des Universitätsrektorats
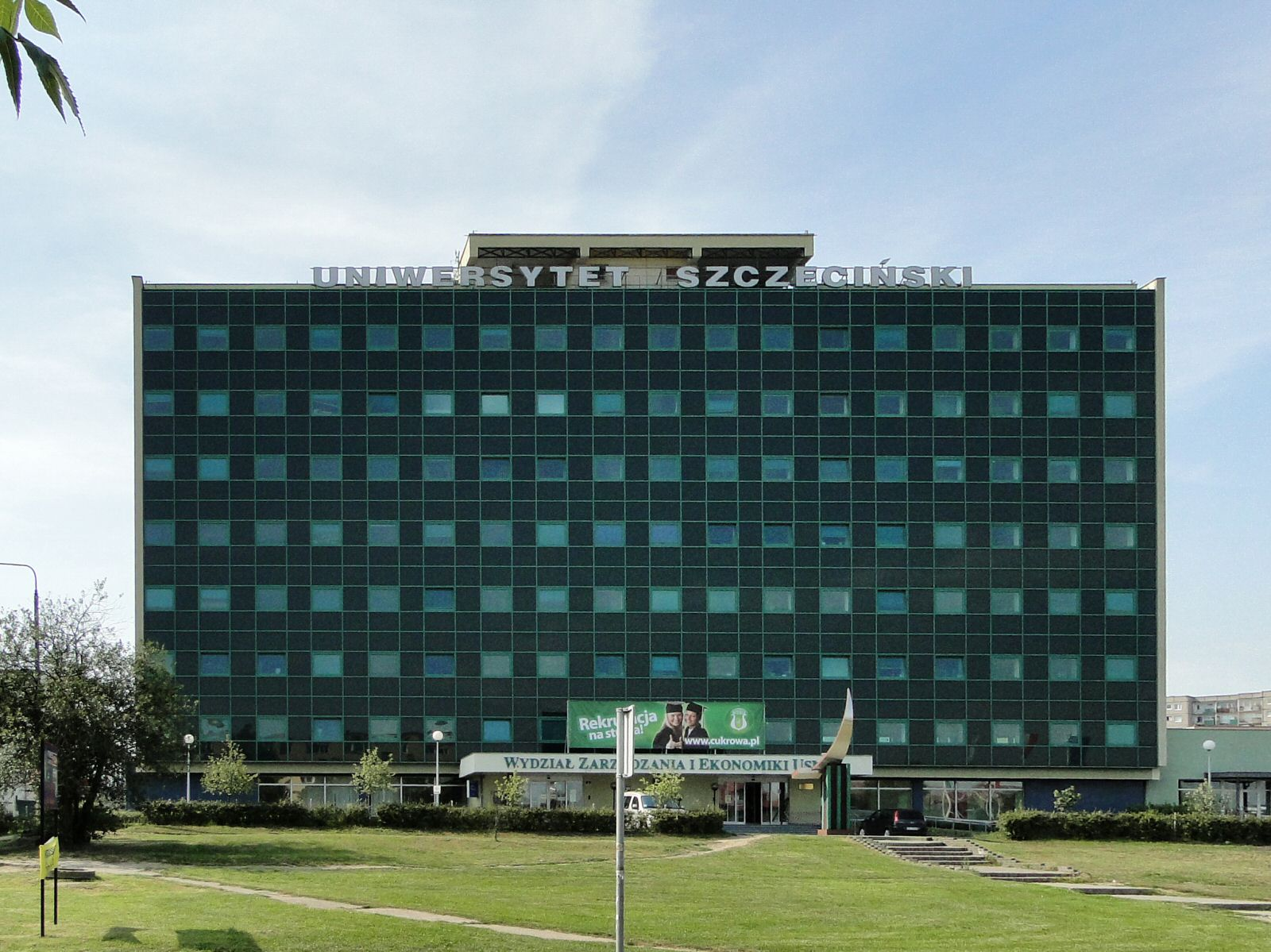
Gebäude der Fakultät für Volks- und Betriebswirtschaftslehre